# Aristolochia pseudotriangularis
Aristolochia pseudotriangularis är en piprankeväxtart som beskrevs av Otto Christian Schmidt. Aristolochia pseudotriangularis ingår i släktet piprankor, och familjen piprankeväxter. Inga underarter finns listade i Catalogue of Life.